# Bain Capital
Bain Capital è una società statunitense di investimento con sede a Boston, nel Massachusetts.  È specializzata in acquisizioni, private equity, venture capital, credito, public equity, immobiliare. Investe in una vasta gamma di settori industriali e aree geografiche. A partire dal 2024 l'azienda ha gestito circa 185 miliardi di dollari di capitale investito.
Nel giugno 2023, Bain Capital si è classificata al 13º posto nella classifica PEI 300 di Private Equity International' delle più grandi società di private equity nel mondo.

## Storia
La società è stata fondata nel 1984 dai soci della società di consulenze Bain & Company: Mitt Romney, T. Coleman Andrews III ed Eric Kriss, dopo che Bill Bain aveva offerto a Romney la possibilità di guidare una nuova impresa che avrebbe investito in aziende e applicato le tecniche di consulenza Bain per migliorare le operazioni. Oltre ai tre soci fondatori, il primo team comprendeva Fraser Bullock, Robert F. White, Joshua Bekenstein, Adam Kirsch e Geoffrey S. Rehnert. Romney inizialmente aveva i titoli di presidente e socio accomandatario, in seguito divenne anche amministratore delegato (CEO). Era anche l'unico azionista dell'azienda che all'inizio aveva meno di dieci dipendenti.
Di fronte allo scetticismo dei potenziali investitori, Romney e i suoi partner hanno trascorso un anno a raccogliere i 37 milioni di dollari di fondi necessari per avviare la nuova operazione.  I partner di Bain hanno investito 12 milioni di dollari del proprio denaro e si sono procurati il resto da individui facoltosi. I primi investitori includevano il magnate immobiliare di Boston Mortimer Zuckerman e Robert K. Kraft, proprietario della squadra di football dei New England Patriots. Includevano anche membri di famiglie salvadoregne d'élite come Ricardo Poma. Loro e altri ricchi latinoamericani hanno investito 9 milioni di dollari principalmente attraverso società offshore registrate a Panama.
Mentre Bain Capital è stata fondata da dirigenti Bain, l'azienda non era un'affiliata o una divisione di Bain & Company, ma piuttosto una società completamente separata. Inizialmente, le due aziende condividevano gli stessi uffici – in una torre per uffici a Copley Place a Boston – e un approccio simile per migliorare le operazioni aziendali. Tuttavia, le due società avevano messo in atto alcune protezioni per evitare la condivisione di informazioni tra le due società e i dirigenti di Bain & Company avevano la possibilità di porre il veto agli investimenti che ponevano potenziali conflitti di interesse.  Bain Capital ha anche fornito un'opportunità di investimento per i partner di Bain & Company.
Sin dalla data di fondazione, ha investito o acquisito centinaia di aziende; degne di nota sono: AMC Entertainment, Aspen Education Group, Brookstone, Burger King, Burlington Coat Factory, Clear Channel Communications, Domino's Pizza, DoubleClick, Dunkin' Donuts, D&M Holdings, Guitar Center, Hospital Corporation of America, Nexi, Cerved, Sealy Corporation, The Sports Authority, Staples Inc., Toys "R" Us, Warner Music Group e The Weather Channel.
Alla fine del 2011, Bain Capital impiegava circa 400 professionisti, molti dei quali con precedente esperienza come consulenti o operatori finanziari.
Bain ha la sede principale nella John Hancock Tower a Boston (Massachusetts) mentre altre sedi si trovano a New York, Chicago, Palo Alto, Londra, Lussemburgo, Monaco di Baviera, Mumbai, Hong Kong, Shanghai e Tokyo.
La compagnia, e le sue operazioni nei primi 15 anni, sono state oggetto di scrutinio da parte di politici e media, in particolare a seguito della carriera politica del cofondatore Mitt Romney e della sua candidatura alle elezioni presidenziali statunitensi del 2012.